# Charles Chamois
Charles Chamois (vers 1610-après 1684) est un architecte parisien français du XVIIe siècle.
Sans être un innovateur comme l'a été Louis Le Vau à la même période, Chamois est resté adepte d'une architecture simple mais efficace, sans ornementation superflue.

## Biographie

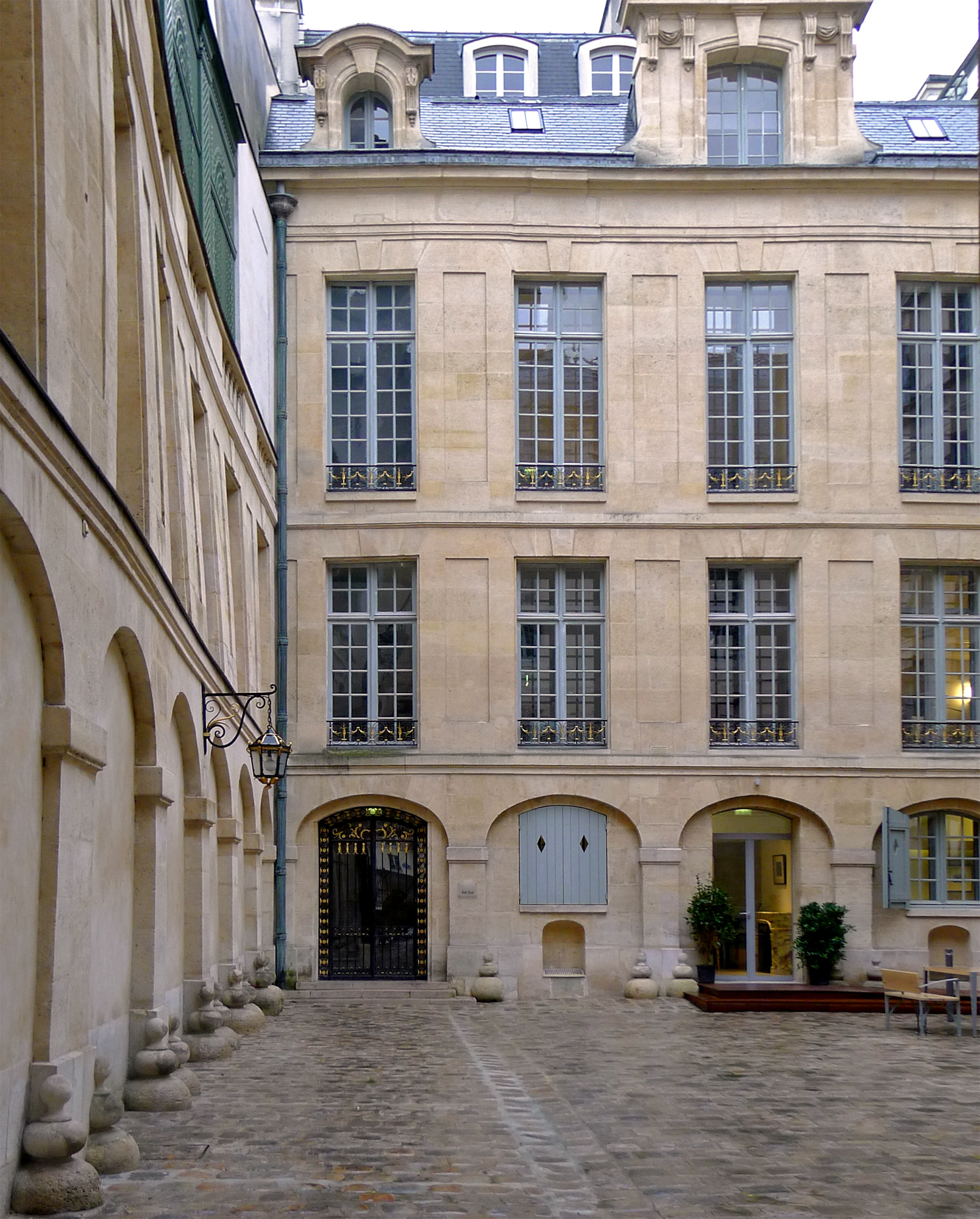
Cour intérieure de l'hôtel Lauzun, vers 1656-1659

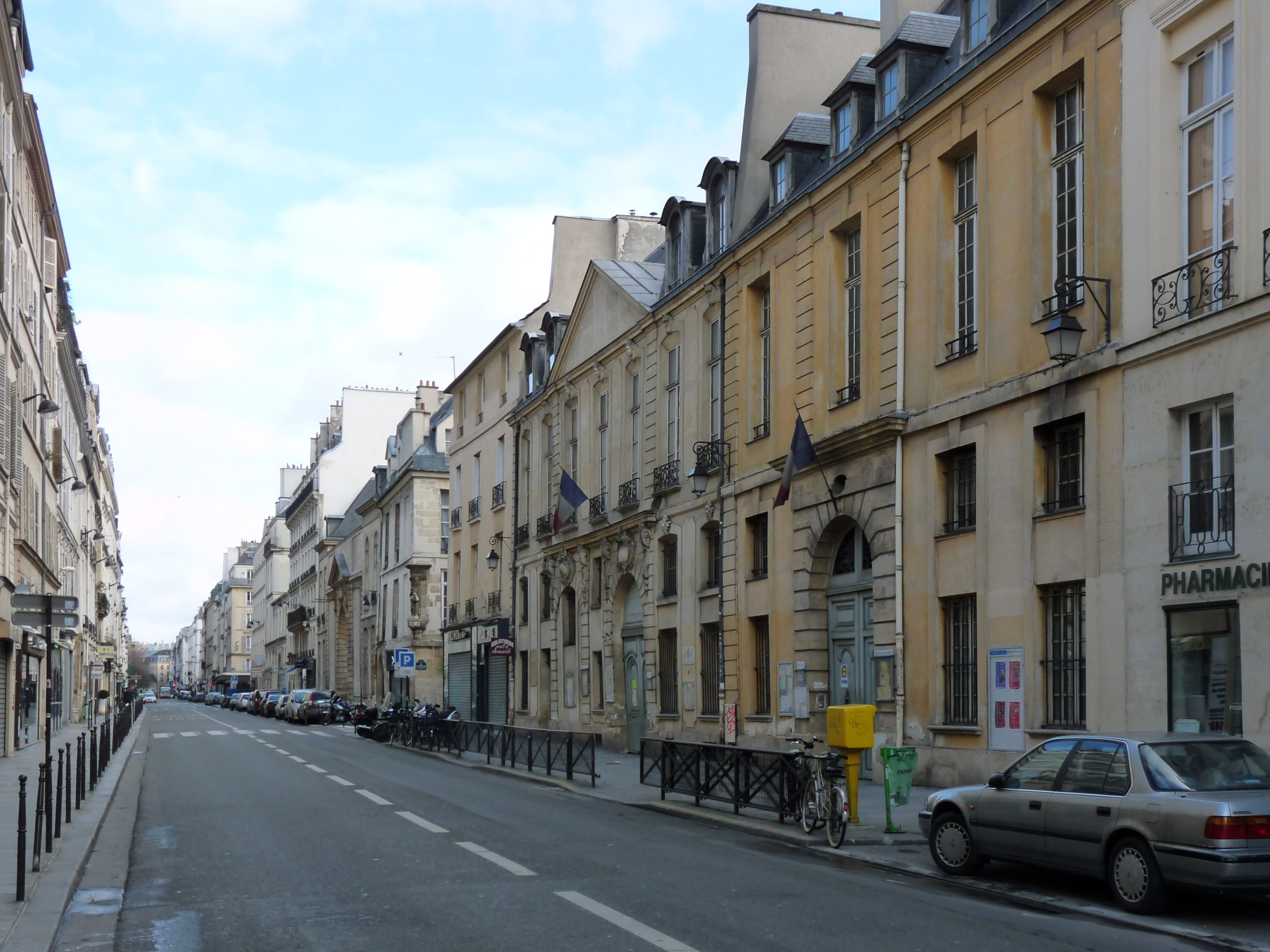
L'hôtel au 52 rue de Turenne à Paris est l'œuvre de Charles Chamois (à droite au premier plan)

Vers 1630, il réalise la maison de Nicolas Moret, au 27 rue Saint-Sulpice (Hôtel de Fougères), à Paris.
Le 18 juin 1633, Chamois  loue pour six ans une petite maison située "rue des Orties, près des Galeries du Louvre", moyennant "100 livres de loyer annuel" . Il y est alors qualifié d'"Architecte du Roi, bourgeois de Paris", avant de prendre en 1640 le titre d'"architecte des bâtiments du roi".
Vers 1640-42, il travaille sur la maison du sieur Galland, rue des Haudriettes, à Paris. En 1641, Chamois fait édifier pour Jacques Mérault l'hôtel au numéro 52 rue de Turenne, à Paris.
Le 18 juillet 1642, il conclut un devis et marché de maçonnerie pour la construction d'un corps de logis double et aile en retour sur une place « rue du Coulombier » (rue du Colombier), appartenant à Marie Ferrant, moyennant 19,800 livres,,.
Le 24 février 1643, sur recommandation probable d'André Le Nôtre, il réalise avec Jean Savaria, maître maçon, un devis de 10 000 livres pour l'agrandissement du logis à l'enseigne de "l'espée royale", rue neuve Saint Honoré. Ce logis appartient alors à Anthoine Jacques, père d'Anthoinette Jacques, épouse de François Langlois. Anthoinette Jacques et François Langlois sont les beaux-parents d'André Le Nôtre. Les travaux sont réalisés dans l'année. Une dernière quittance de 500 livres est payée à Savaria et Chamois en mars 1644 par Anthoine Jacques et son gendre François Langlois.
En 1645, il travaille sur l'hôtel de Gaspard II de Fieubet, 20, place des Vosges.
En 1647, on le retrouve sur l'hôtel de Henri de Guénégaud, rue des Francs-Bourgeois, à Paris.
Le 23 avril 1648, il signe, avec le maçon Jean Savaria, « demeurant ensemble rue des Galeries du Louvre », un marché et devis de maçonnerie, modifié le 30 avril suivant, pour la construction « d'un grand corps de logis double, à la place d'un caduque, sur une place ayant issue sur les rues des Deux-Boules et des Mauvaises-Paroles », au profit de François Roger, conseiller du roi.
Un acte du 11 novembre 1650 parle d'un "transport" concernant François Chamois, époux de Marguerite Poisson, acte dans lequel intervient Charles Chamois. S'agit-il de ses parents ?   
Dans les années 1656-1657, il réalise l'hôtel Lauzun, sur l'île Saint-Louis, à Paris, pour Charles Gruyn des Bordes, financier rapidement enrichi sous Mazarin.
En 1659, il porte le titre d'« ingénieur et architecte des bâtiments du roi » et « conseiller ».
Entre-temps, depuis 1650 et pratiquement jusqu'à la fin de sa vie, il travaille pour la famille Le Tellier à la réalisation du château de Chaville, situé entre Meudon et Versailles, avec la collaboration d'André Le Nôtre qu'il connaît depuis de nombreuses années. La construction de ce château pour l'un des ministres les plus importants du début du règne de Louis XIV peut être considéré comme une consécration de sa carrière. Pour le futur chancelier, il exerce également ses talents pour l'hôtel Le Tellier à Paris (no 39-45, rue des Francs-Bourgeois), de nos jours conservé.
Le 26 avril 1665, Colbert adresse des instructions à Chamois concernant les réparations à effectuer dans le château de Montceaux-lès-Meaux : "Le sieur Chamois, dit-il, étant désigné pour prendre soin de divers ouvrages concernant les ponts et chaussées et autres ouvrages du royaume, commencera sa visite par le chasteau de Montceaux, où estant arrivé, il fera un procès-verbal exact de toutes les réparations qui seront à faire pour le maintenir en bon estat et de toutes celles qu'il faudra faire pour son entreténement. Surtout il visitera la couverture et la charpenterie, et comme il faut travailler à ces deux sortes d'ouvrages sans retardement, il mènera avec luy quelque habile couvreur de Paris, ou en prendra un à Meaux ... avec lequel il fera marché sur-le-champ..." En note, Colbert ajoute : "Il faut luy (à M. Chamois) donner une lettre pour M. le duc de Tresme, qui est surintendant des bâtiments de Montceaux, afin qu'il prenne ses ordres. On lui écrira par avance." Dès 1665, on dépensa 15,000 livres pour les toitures, puis on remit les pavillons en état, on construisit des écuries et des chenils pour les équipages de chasse. Les travaux entrepris après la visite de l'ingénieur Chamois se poursuivirent pendant plusieurs années.
En 1669, il travaille sur l'hôtel Louvois, rue de Richelieu, à Paris, pour le ministre de Louis XIV.
En 1671, il est "intendant des places frontières du royaume".
En 1674, il est enfin nommé "contrôleur des fortifications des places conquises".

## Principales réalisations

### Architecture civile
- Château d'Emery-en-Brie (Emerainville)
- Maison de Jean Galland
- Maison d'Anthoine Jacques, rue saint Honoré. A l'enseigne de "l'épée royale".
- Maison de Marie Guichard, 7 rue Jacob (précédemment rue du Colombier), Paris, 6e arrondissement
- Hôtel Mérault, 52 rue de Turenne, Paris, 3e arrondissement
- Maison de Gaspard de Fieubet
- Maison de la famille Gonbault
- Hôtel de Gaspard de Fieubet
- Maison de Sanson Le Page
- Maison de François Roger
- Maison des frères Monnerot
- Procès-verbal des réparations du château de Montceaux-les-Meaux
- Maison de la famille Vivien
- Maisons à Chaville
- Château de Chaville
- Hôtel Louvois (Paris)
- Hôtel Lauzun (Paris)

### Architecture religieuse
- Couvent des Filles-Bleues, rue Payenne
- Église des Pères de la Merci (Paris)[13]. (Porche de l'ancien couvent conservée).
- Cisterciennes de Saint-Saëns en Seine-Maritime
- Bénédictines de la Ville-l'Évêque
- Nouvelles Catholiques
- Visitandines de la rue du Bac
- Bénédictines de Saint-Louis (Rouen)
- Couvent non identifié